# NGC 714
NGC 714 is een spiraalvormig sterrenstelsel in het sterrenbeeld Andromeda. Het hemelobject werd op 2 december 1863 ontdekt door de Duits-Deense astronoom Heinrich Louis d'Arrest.

## Synoniemen
- PGC 7009
- UGC 1358
- MCG 6-5-37
- ZWG 522.47